# Gūdūr (ort i Indien, Andhra Pradesh)
Gūdūr är en ort i Indien.   Den ligger i distriktet Nellore och delstaten Andhra Pradesh, i den södra delen av landet, 1 600 km söder om huvudstaden New Delhi. Gūdūr ligger 19 meter över havet och antalet invånare är 74 851.
Terrängen runt Gūdūr är mycket platt. Runt Gūdūr är det ganska tätbefolkat, med 199 invånare per kvadratkilometer. Gūdūr är det största samhället i trakten. Omgivningarna runt Gūdūr är en mosaik av jordbruksmark och naturlig växtlighet.